# ال پینو (جمهوری دومنیکن)
ال پینو (به لاتین: El Pino) یک منطقهٔ مسکونی در جمهوری دومینیکن است که در استان داخابون واقع شده‌است. ال پینو ۸۸٫۳۵ کیلومتر مربع مساحت و ۶٬۶۹۸ نفر جمعیت دارد.